# Bolstone
Bolstone – wieś w Anglii, w hrabstwie Herefordshire. Leży 9 km na południowy wschód od miasta Hereford i 183 km na zachód od Londynu.